# Món virtual educatiu
Entenem per món virtual educatiu un sistema que permet la participació a través de la generació d'espais col·laboratius d'interacció entre múltiples usuaris de la comunitat educativa els quals poden compartir i opinar sobre diferents coneixements i experiències, generant així, processos d'aprenentatge més enriquidors que fomenten a la vegada les habilitats socials.
La creació d'aquests ambients d'interacció a escala global, s'ha fet possible gràcies al progrés de la tecnologia de la informació i comunicació (TIC). Aquesta ensenyança virtual compta amb diferents recursos que incrementen la qualitat de l'educació i el grau en el que l'alumnat aprèn els continguts, aquests amb caràcter interactiu, visual i integrador.
Aquesta virtualitat crea nous entorns de relació, amb els que hem de saber explorar fins a utilitzar el màxim de les seves possibilitats. L'èxit d'aquest serà el saber estar i saber participar.

## Característiques
Les característiques que defineixen un món virtual educatiu són les següents:
- Flexibilitat:
  - Pots accedir als teus cursos 24/7 des de qualsevol lloc i en l'horari més convenient.
  - Segons les necessitats de cada estudiant.
- Cooperació: et permet establir relacions, debats i compartir informació amb altres usuaris.
- Personalització: cada persona s'estableix el propi ritme d'aprenentatge.
- Interactivitat: s'estableixen relacions entre docents i estudiants i entre estudiants.

## Elements a tenir en compte en el disseny de l'acció educativa en un món virtual
Dins el món virtual educatiu es necessita d'una correcta estructura organitzativa, tenint en compte els processos que afecten els estudiants i també als docents.
Es tindran en compte els següents paràmetres:
- No presencialitat: l'organització virtual actúa en l'àmbit asincrònic, és a dir, en la no-coincidència en espai i temps.
- Transversalitat: per afavorir el treball multidisciplinar, homogeneïtzar i harmonitzar els processos de gestió.
- Globalitat: cal garantir una cohesió en l'organització, doncs un mateix procés pot ser afrontat de diverses perspectives, segons usuaris.

## Avantatges i inconvenients
En aquest apartat es defineixen els avantatges i els inconvenients que presenten els espais virtuals educatius:
| Avantatges                                                    | Inconvenients                      |
| ------------------------------------------------------------- | ---------------------------------- |
| Flexibilitat                                                  | Quantitat excessiva d'informació   |
| Comunicació sincrònica i asincrònica                          | Pot comprometre la privadesa       |
| Implicacions en l'aprenentatge i la participació de l'alumnat | Tendeix a fomentar el sedentarisme |
| Economia                                                      | Canvi en les dinàmiques d'aula     |
| Retroalimentació                                              | Pot crear dependència              |
| Accessibilitat i facilitat d'ús                               | Pot donar ales al ciberassetjament |